# Carlos Soler
Carlos Soler Barragán (ur. 2 stycznia 1997 w Walencji) – hiszpański piłkarz występujący na pozycji pomocnika w angielskim klubie West Ham United, reprezentant Hiszpanii. Srebrny medalista Igrzysk Olimpijskich 2020, uczestnik Mistrzostw Świata 2022.

## Sukcesy

### Paris Saint-Germain
- Mistrzostwo Francji: 2022/2023, 2023/2024
- Superpuchar Francji: 2023/2024[2]

### Valencia CF
- Puchar Króla: 2018/2019